# كيرستي وارك
كيرستين آن "كيرستي" وارك (بالإنجليزية: Kirsty Wark) (مواليد 3 فبراير 1955) هي مقدمة تلفزيونية وصحفية اسكتلندية تتمتع بمسيرة مهنية طويلة في هيئة الإذاعة البريطانية. بدأت مسيرتها المهنية في بي بي سي راديو اسكتلندا، حيث أصبحت منتجة. انتقلت بعد ذلك إلى التلفزيون، وقدمت برامج مثل ذا ليت شو ونیوزنایت، كما ادارت برنامجها الحواري الخاص. شملت أنشطتها إعداد تقارير عن قضية لوكربي وتشجيع النقاش المفتوح حول سن اليأس. وحصلت في برنامج ذا غريت بريتش بيك أوف على لقب "خبازة النجوم".
أثار أسلوب وارك القوي والبحثي في المقابلات، وقربها الملحوظ من شخصيات حزب العمال بعض الجدل. حصلت على لقب صحفية العام من بافتا اسكتلندا في عام 1993، وأفضل مقدمة تلفزيونية في عام 1997. تم تكريمها بـجائزة زمالة الأكاديمية البريطانية لفنون السينما والتلفزيون لعام 2025.
ولدت وارك في دامفريس في اسكتلندا، لوالدها جيمس وارك، الذي كان محاميًا، ووالدتها روبرتا وارك، التي كانت معلمة. قضت السنوات القليلة الأولى من حياتها في كاسل دوغلاس، قبل أن تنتقل إلى كيلمارنوك، درست التاريخ، وتحديداً الدراسات الاسكتلندية، في جامعة إدنبرة.

## روابط خارجية
- الموقع الرسمي
- Kirsty Wark على موقع IMDb (الإنجليزية)
- Kirsty Wark على موقع ميوزك برينز (الإنجليزية)
- Kirsty Wark على موقع قاعدة بيانات الفيلم (الإنجليزية)